# Suarcine
La Suarcine est une rivière qui parcourt le Haut-Rhin et le Territoire de Belfort en France (Lepuix-Neuf,  Suarce, Chavanatte). C'est un affluent de la Saint-Nicolas.

## Hydronymie[1]
- Die Schwertze (1458), La Suersine (Cassini).
- En allemand : Schwertzelen ou Schwartzbächle.

## Communes traversées
Chavanatte, Chavannes-les-Grands, Friesen, Hindlingen, Lepuix-Neuf, Magny, Montreux-Château, Montreux-Jeune, Montreux-Vieux,
Réchésy, Suarce, Ueberstrass.